# Aya Nakahara
Ne doit pas être confondu avec Aya Nakamura.
Pour les articles homonymes, voir Nakahara.
中原 アヤ
Aya Nakahara (中原 アヤ, Nakahara Aya) est une mangaka japonaise née le 28 juillet 1973 dans la région d'Ōsaka. Elle est, notamment, l'auteur du shōjo Lovely Complex, qui est récompensé en 2004 par le prix Shōgakukan dans la catégorie Shōjo.

## Œuvres
- 2013 : Please Love Me !
- 2011 : Berry Dynamite
- 2008 : Courage Nako ! (Nanaco Robin)
- 2007 : Tokimeki Gakuen Oojigumi (L'académie palpitante, le groupe des princes)
- 2004 : Himitsukichi, recueil de nouvelles
- 2001 : Lovely Complex
- 2001 : Hanada
- 2000 : Ringo Nikko (Le journal intime de Ringo)
- 1998 : Love ! Love ! Love !
- 1997 : Benkyo shinasai ! (Tu dois étudier !)
- 1997 : Seishun no tamago, recueil de nouvelles (L'œuf de la jeunesse)